# Thiersheim
Thiersheim – gmina targowa w Niemczech, w kraju związkowym Bawaria, w rejencji Górna Frankonia, w regionie Oberfranken-Ost, w powiecie Wunsiedel im Fichtelgebirge, siedziba wspólnoty administracyjnej Thiersheim. Leży w Smreczanach, przy autostradzie A93.
Gmina położona jest 9 km na północny zachód od Wunsiedel, 30 km na południowy wschód od Hof i 55 km na południowy zachód od Karlowych Warów.

## Dzielnice
W skład gminy wchodzą następujące dzielnice: 
- Grafenreuth
- Kothigenbibersbach
- Leutenberg
- Neuenreuth
- Putzenmühle
- Steinhaus
- Stemmas
- Thiersheim
- Wampen

## Historia
Nazwa miejscowości oznacza Dom Teora (lub Tiora, Tiera; niem. Heim des Teor). Pierwsze wzmianki pochodzą z 1182, gdy Fryderyk I Barbarossa przekazał tutejszą ziemię klasztorowi benedyktynów Reichenbach am Regen. W latach 1415–1791 Thiersheim należało kolejno do hrabiów Norymbergi, Brandenburgii i Bayreuth. W 1791 wraz z Księstwem Ansbach-Bayreuth przeszło pod władania pruskie. W wyniku Traktatu tylżyckiego (1807) w 1810 miejscowość stała się częścią Bawarii.
1 kwietnia 2013 do gminy włączono 0,64 km² pochodzące z dzień wcześniej zlikwidowanego obszaru wolnego administracyjnie Hohenberger Forst.

## Zabytki i atrakcje
- późnoromański kościół ewangelicki pw. św. Idziego (St. Ägidien)
- kościół katolicki pw. Wniebowstąpienia NMP (St. Maria)